# スズキ・GSX-R750

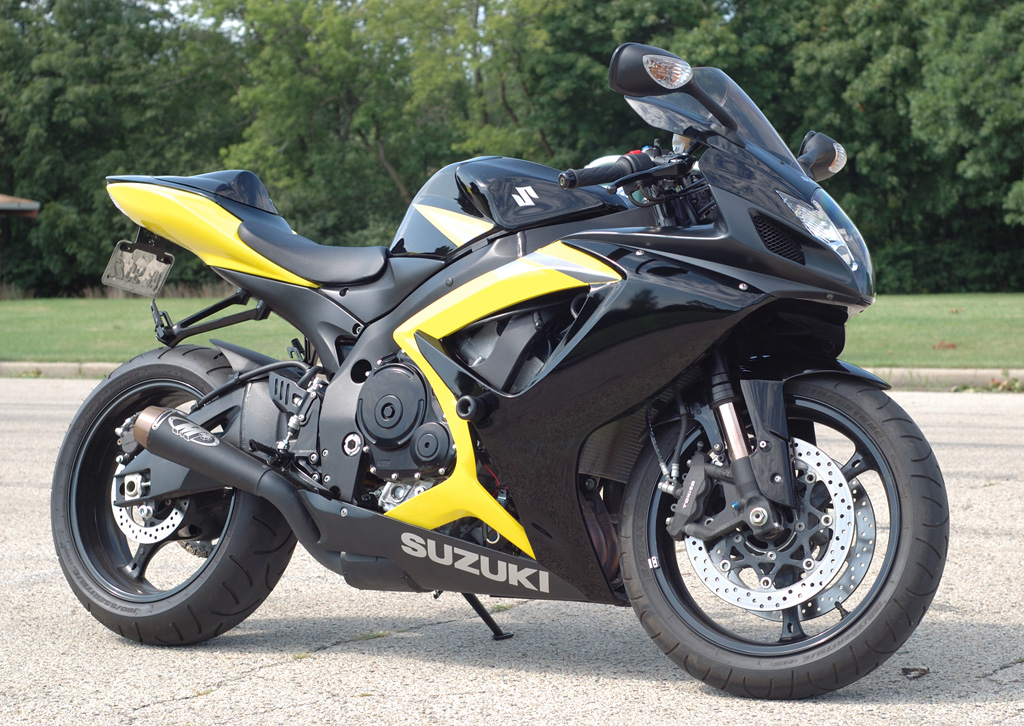
2006 GSX-R750

GSX-R750（ジーエスエックスアールななひゃくごじゅう）は、スズキが製造しているスーパースポーツタイプのオートバイである。

## 概要
GSX-RシリーズとしてGSX-R400に続き1985年から発売されている。

## モデル一覧

### 1985年 - 1987年

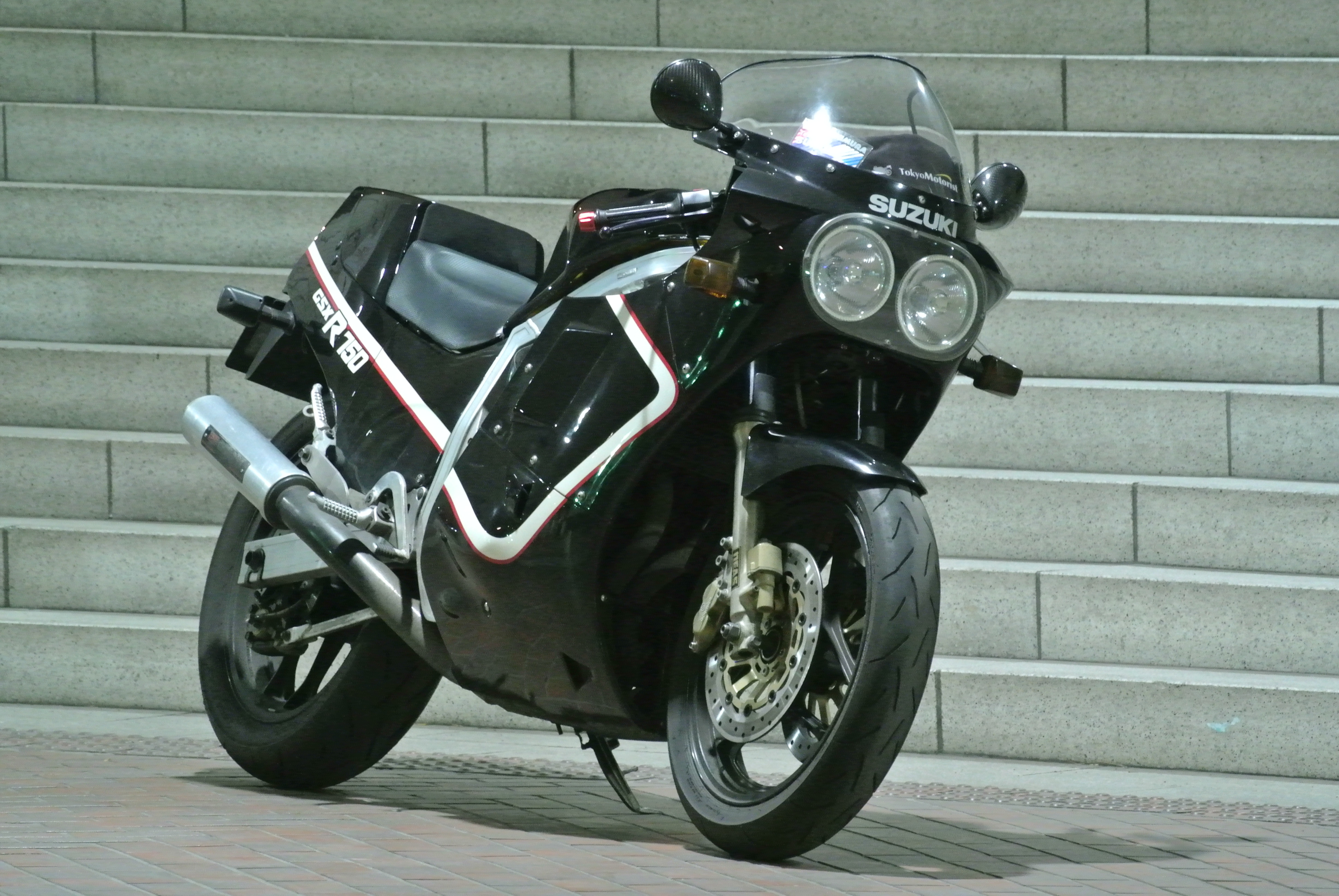
1987年式H型

1985年に発売されたモデルは油冷エンジンやアルミダブルクレードルフレームを採用しており、乾燥重量179kgという当時の400ccクラスと変わらない軽さであった。ビッグバイクにレーサーレプリカという概念を持ち込んだ初のバイクといわれる。ヨシムラなど有名コンストラクターの手によりサーキットで大活躍をし、辻本聡と大島行弥によって1985年から3年連続で全日本ロードレース選手権TT-F1クラスチャンピオンとなった。
1986年にはこのチャンピオン獲得を記念して乾式クラッチやシングルシートを装備したGSX-R750Rと呼ばれる限定車が発売された。このモデルは販売価格が100万円を超えた初の国産オートバイである。

### 1988年 - 1991年
毎年改良を受け、1988年に初のフルモデルチェンジを受ける。
前年のF1レーサーのフレームをベースに全面改良された車体は、車重こそ増えていたもののニュートラルで切れのいいハンドリングを絶賛された。
エンジンは油冷を継承したが、レース現場での要望を受けショートストローク化。しかしチューニングが進むと中速域のトルク不足が問題となり、チャンピオンの座を奪われてしまう。
翌1989年、チャンピオン奪回のためGSX-R750Rが再び限定発売される。このモデルは型式名から通称RKと呼ばれ、ファンから別格扱いされることになる。エンジンも専用のものが奢られ、初代と同じロングストロークに戻された。
1990年には、大幅なマイナーチェンジが行われた。エンジンは限定車GSX-R750Rと同じボア×ストロークとなり中低速域のレスポンスの向上が図られ、マフラーは4‐1式のステンレスサイレンサーへと変更。足まわりには倒立フロントフォークと異型スイングアームを装備、リアタイヤも160→170にサイズアップされニュートラルなハンドリング特性にさらに磨きが掛かったが、乾燥重量は198kgと重くなった。

### 1992年 - 1995年
1992年には水冷エンジンを搭載、直押し式バルブ駆動や水冷式オイルクーラーの採用、4-2-1排気方式のマフラー装着等によって、最高出力は118馬力（輸出仕様）に拡大、アルミダブルクレードルフレームは先代モデルを踏襲するが、メインチューブが5角断面となり押し出し式とモノコック式を組合わせた異型スイングアームが装着されて剛性が向上したが、乾燥重量は208kgとなり初代モデルから29kgも増加した。
1994年には強制開閉式TMRキャブレターを積み、乾燥重量も198kgとやや軽量化されたGSX-R750SPも登場したが、ダブルクレードルフレームというやや時代遅れの車体構成、改造無制限のTT-F1からフレーム変更禁止のスーパーバイクへとレギュレーションが変更された事の影響などから当時のワークスライダーだった加賀山就臣は後年「ダブル遅レードルでした。」というほど戦闘力が低かったことから、販売面でも非常に苦戦していた。

#### 1992年仕様（WN）
以下のカラーバリエーションで発売された。
- ██パールスティールホワイト×パールミディアムブルー
- ██トラディショナルシルバーメタリック×パールノベルティーブラック
- ██パールノベルティーブラック×Mbティリアンピンク

#### 1993年仕様（WP）
以下のカラーバリエーションに改められた。
- ██パールスティールホワイト×パールミディアムブルー
- █ライトパープルメタリック
- ██パールスティールホワイト×Prlピュアホワイト

#### 1994年仕様（WR、SP）
以下のカラーバリエーションで発売されたが、日本国内ではSPのみ販売された。
- ██パールスティールホワイト×パールミディアムブルー（WR、SP）
- █クエストシルバーメタリック（WR）
- ██ライトパープルメタリック×パールノベルティブラック（WR）

#### 1995年仕様（WS）
以下のカラーバリエーションに改められた。

### 1996年 - 1999年
1996年、GSX-R750は完全なフルモデルチェンジを受けた。
このモデルはエンジンから車体まで全面的に新設計された。128馬力を発揮するエンジンは、トランスミッションとクランク軸を別に配置し前後長を短くされシリンダーとアッパークランクケースが一体化した3分割クランクケースを採用、WGP500ccクラスでチャンピオンマシンとなったRGV-Γのディメンジョンを踏襲したツインスパーフレームに積み、乾燥重量も初代と同じ179kgまで軽量化された。この1996年型以降、R750はサーキットにおいてもプロダクションレース等で再び活躍をするようになった。1998年にはデュアルバタフライ式のフューエルインジェクションを採用し135馬力まで向上した。この1998年モデルより、正規国内販売は行われなくなった。しかし、98年仕様のスーパーバイクワークス仕様のGSX-R750ではインジェクションではなく、キャブレターを採用していた。

#### 1996年仕様（T）
以下のカラーバリエーションで発売された。
- ██パールスズキディープブルー×パールスティールホワイト
- ██アーバングレイメタリック×ライトパープルメタリック
- ██キャンディファラオイエロー×エンペラーブラウンメタリック

#### 1997年仕様（V）
以下のカラーバリエーションに改められた。
- ██パールスズキディープブルー×パールスティールホワイト
- ██メタリックフラッシュシルバー×メタリックコーラルグレイNo.2
- ██キャンディコーランオレンジ×パールノベルティブラック

#### 1998年仕様（W）
以下のカラーバリエーションで発売された。
- ██パールスズキディープブルー×パールスティールホワイト
- ██パールノベルティーブラック×メタリックアーバングレイ
- ██キャンディコーランオレンジ×パールノベルティブラック

#### 1999年仕様（X）
以下のカラーバリエーションに改められた。また、国内仕様の販売がこのモデルをもって打ち切りとなった。
- ██パールスズキディープブルー×パールスティールホワイト
- ██パールノベルティーブラック×メタリックフラッシュグレイ
- ██キャンディサターンブラック×パールヘリオスレッド

### 2000年 - 2003年
2000年にブロックをクローズドデッキ化するなどしてスペックで141馬力・166kgと大幅パワーアップ。2001年に梁明、2002年には渡辺篤のライディングにより、全日本ロードレース選手権スーパーバイククラスのチャンピオンを,2000年と2001年にはAMAスーパーバイク選手権でもマット・ムラディンがチャンピオンをそれぞれ獲得している。
その後スーパーバイクの排気量のレギュレーションが2気筒1000cc、3気筒900cc、4気筒750ccから気筒数問わず1000ccに変更されたことで、GSX-R750はレースベース車両ではなくなった。そのため一時期はモデル廃止の噂も出た。

#### 2000年仕様（Y）
以下のカラーバリエーションで発売された。
- ██パールスズキディープブルー×パールスティールホワイト
- ██ノベルティーブラック×メタリックソニックシルバー
- ██パールリバリーイエロー×パールノベルティブラック

#### 2001年仕様（K1）
以下のカラーバリエーションに改められた。
- ██パールスズキディープブルー×パールスティールホワイト
- ██ノベルティーブラック×メタリックソニックシルバー
- ██メタリックサターンブラック×パールヘリオスレッド

#### 2002年仕様（K2）
以下のカラーバリエーションに改められた。
- ██パールスズキディープブルー×パールスティールホワイト
- ██パールヘリオスレッド×メタリックソニックシルバー
- ██パールリバリーイエロー×メタリックサターンブラック

#### 2003年仕様（K3）
以下のカラーバリエーションに改められた。
- ██パールスズキディープブルー×パールスティールホワイトNo.2
- ██パールオーピメントイエロー×ソリッドブラック
- ██メタリックソニックシルバー×ソリッドブラック

### 2004年 - 2005年
2004年にGSX-R600とともに改良を受ける。それまでと違い、GSX-R600をベースとして、エンジンを拡大したものとなった。ただ、GSX-R600がサーキット指向のモデルであったのに対し、GSX-R750はストリートに特化したモデルになるなど、差別化が図られている。エンジンはバルブがチタン製となりフリクションが低減されて148馬力へと向上。フロントブレーキキャリパーもラジアルマウント化された。

#### 2004年仕様（K4）
以下のカラーバリエーションで発売された。
- ██パールスズキディープブルー×グラススプラッシュホワイト
- ██パールフラッシュイエロー×ソリッドブラック
- ██ソリッドブラック×メタリックフリントグレイ

#### 2005年仕様（K5）
以下のカラーバリエーションに改められた。また、発売20周年を記念したアニバーサリーモデルが発売された。
- ██パールスズキディープブルーNo.2×グラススプラッシュホワイト
- ██パールスズキディープブルーNo.2×ソリッドブラック
- ██パールフラッシュイエロー×ソリッドブラック

### 2006年 - 2007年
2006年にフルモデルチェンジを行ない、エンジン車体とも一新し、1996年型から続いてきた3分割クランクケースに別れを告げ、他社でも一般的な3軸配置となった。ボアストロークは1985年型の初期型GSX-R750と同じ70mm×48.7mmであるが、最高出力は150ps/13,200rpmと、100ps/10,500rpmであった初期型から20年の間に実に50%もの出力向上を果たしている。
この2006年型からGSX-R600が開発のベース車輛となり、GSX-R750は排気量をアップし、バランサーシャフトを設けたバリエーションモデルという位置づけになった。
本モデルは日本の騒音規制に抵触するため、モトマップによる日本への逆輸入は行われていない（GSX-R600は輸入された）。

### 2008年 - 2010年
2008年には引き続きGSX-R600をベースにモデルチェンジ。
騒音対策にマフラーが大型化され、日本での輸入販売が再開された。
その影響か公称出力は109.6kW(149ps)と、わずかに低下している。
GSX-R1000で開発された新機能、S-DMS(SUZUKI Drive Mode Selector)が採用され、ユーザーの好み・道路状況に対して最適な出力特性を3段階に選ぶことができるようになった。
600をベースに開発される750は翌2009年も生産され、カラーリングの変更を受けている。
この年代の車両は、GSX-Rのトレードマークとも言える縦二眼から横三眼へとフロントマスクが変更となった事が話題となり、この横三眼の車両のみを集めた『鳥目の会』なるオーナーズクラブが存在する。

### 2011年 -
2011年にフルモデルチェンジ。GSX-R600と同じく、ショーワ社製倒立テレスコピック式ビッグピストンフロントフォーク(BPF)、ラジアルマウントのブレンボ社製軽量モノブロック対向4ピストンキャリパーを新たに採用。フレームやスイングアームからピストンまで多岐にわたる軽量化により合計8kgの軽量化を実現。最高出力は150ps。また、2022年からスーパースポーツ世界選手権のレギュレーションが大改定され、排気量制限が無くなり、FIMが認可を行えば排気量が750ccの当車での参戦が可能になったことから、MotoAmericaロードレース選手権に当バイクで参戦するチームも登場している。